# Alain Mosconi
Alain Mosconi (Puteaux, 9 settembre 1949) è un ex nuotatore francese, specializzato nello stile libero.
Diventa poi Direttore Vendite Francia per Ford Automobiles, poi Direttore Generale per i gruppi automobilistici General Motors Francia, marchio Opel, Seat France, poi Presidente e CEO del gruppo Fiat Auto France, Fiat, Alfa Roméo e Lancia, prima di acquistare una concessionaria BMW ad Avignon  fino al 2007.

## Palmarès
- Giochi olimpici

Città del Messico 1968: bronzo nei 400 metri stile libero.
- Europei

Utrecht 1966: bronzo nei 400 metri stile libero.
Barcellona 1970: argento nella staffetta 4×100 metri misti.